# Metaekonomia
Metaekonomia – nurt teorii ekonomii, badający koncepcje i idee, stojące za ujawnionymi i nieujawnionymi założeniami teorii ekonomii. W ekonomii normatywnej nurt podnoszący krytykę modeli modernistycznych i postulujący budowę modelu, odpowiadającego aktualnemu lub przyszłościowemu paradygmatowi człowieka i dobrobytu.

## Definicja
Definicje metaekonomii akcentują wybrane tłumaczenie przedrostka meta-:
- jako element pierwotny względem nauk ekonomicznych: zbiór założeń, systemy wartości oraz poglądy dotyczące natury ludzkiej, na których opierają się modele i teorie stosowane w ekonomii[1]; w tym sensie metaekonomia może być rozumiana jako metateoria a przedrostek meta- tłumaczony jest jako „o sobie samym” (podobnie jak określeniu metadane – dane o danych);
- jako element wtórny względem nauk ekonomiczny: naukowe narzędzie analizy i oceny skutków modeli organizacji gospodarczej na społeczeństwo i środowisko naturalne, których suma definiuje całość bogactwa narodów[2]; w tym sensie grecki przedrostek meta- rozumiany jest jak jako grecki odpowiednik łacińskiego post- (podobnie jak w określeniu postmodernizm – podnoszący kwestię wyczerpania się tradycyjnych i modernistycznych koncepcji);
- jako nauka badająca wpływ czynników, które w sposób istotny wpływają na teorię ekonomii i/lub gospodarkę, lecz ze swej natury są trudne lub niemożliwe do zmierzenia[3]; w tym sensie przedrostek tłumaczony jest jako „wychodzący poza”, „transcendentny”, opisujący koncepcję, która jest abstrakcją, kryjącą się za inną koncepcją, używaną do uzupełnienia tej drugiej (podobnie jak w określeniu metafizyka – rozważania natury poza fizyczną rzeczywistość). Tak rozumiana metaekonomia zamiennie nazywana jest również filozofią ekonomii[4].

## Historia pojęcia
Pierwszy terminu metaekonomia użył w 1936 roku Karl Menger, wskazując, iż w studiach niektórych wybitnych teoretyków ekonomii nad prawem malejącego dochodu występują jawne i niejawne założenia, których nieścisłości powodują konieczność podważenia wniosków. Opierając się na pracach współczesnych mu logików, zaproponował uzupełnienie tych badań o metateorie, a tak powstałej dziedzinie nadał nazwę metaekonomia. W późniejszych opracowaniach dorobku Karla Mengera podkreślano: „Wprowadzając określenie metaekonomia, nie miał na myśli jakiegoś ponownego scalenia etyki z ekonomią. Chodziło mu raczej o włączenie ekonomii i etyki w pewien logiczny układ bez doszukiwania się jakiś związków między nimi”.
Popularność koncepcji metaekonomii wzrosła po publikacji Ernsta Friedricha Schumachera „Małe jest piękne. Spojrzenie na gospodarkę świata z założeniem, że człowiek coś znaczy”, która wielokrotnie przedrukowywana, służyła jako punkt odniesienia dla przerażonych obserwacją świata odczłowieczonego przez wielki biznes. Zdaniem Schumachera, model gospodarki, który uwzględnia wyłącznie zysk finansowy, bez względu na to, w jaki sposób jest on osiągany, prowadzi w prostej drodze do:
- niszczenia gleby rolnej na masową skalę,
- rabunkowej eksploatacji surowców,
- dehumanizacji warunków pracy,
- rozpowszechnienia się wielu patologii społecznych, jak przestępczość, rozkład rodziny, narkomania, alkoholizm, samobójstwa,
- ubożenia szerokich warstw społecznych.

E.F. Schumacher argumentował: „Nauka o ekonomii jest zbyt wąska i zbyt rozdrobniona, by prowadziła do istotnego wglądu, chyba że towarzyszy jej metaekonomia”. Jako najbardziej wartościowe i neutralne uznał technologie pośrednie, czyli takie, które zapewniają zaspokojenie podstawowych potrzeb na przyzwoitym poziomie, przy jednoczesnej zminimalizowanej ingerencji w zastany porządek społeczny i ekologiczny. Ich istotą nie jest rezygnacja ze zdobyczy nauki, lecz takie wykorzystanie jej doświadczeń, które umożliwiałoby autentyczny rozwój społeczny.

## Obszary badań współczesnej metaekonomii
W zależności od przyjętej definicji, możemy wyróżnić we współczesnych badaniach trzy nurty:
1. Badania traktujące metaekonomię jako element pierwotny wzbogacają zrozumienie istniejących teorii i modeli ekonomicznych, odkrywając i wyjaśniając stojące u ich podstaw założenia. Teorie i modele ekonomiczne traktowane są tu jako opowieści odwzorowujące rzeczywistość w sposób uproszczony, poprzez pominięcie poglądów oczywistych dla autora lub społeczeństwa w jakim powstawały oraz ówczesnych metod myślenia o świecie i obserwowania go, a tym samym – w kontekście innego społeczeństwa lub innego czasu – wymagające weryfikacji. W tym aspekcie spotyka się metaekonomię wyróżnioną jako odrębny dział ekonomii, na równi z tradycyjnym podziałem na mikroekonomię i makroekonomię. Badania w tym nurcie zazwyczaj mieszczą się w obszarze ekonomii pozytywnej, przykładając wagę do zachowania obiektywności i braku wydawania sądów wartościujących.
2. Badania traktujące metaekonomię jako element wtórny podejmują się krytyki popularnie stosowanych założeń, wskazując obserwowane lub przewidywane negatywne skutki ich stosowania, tym samym[10] wchodzą w obszar ekonomii normatywnej. Powszechność stosowania założeń podlegających krytyce oraz istotność skutków prowadzą zwykle do tezy o wyczerpaniu się modernistycznych modeli ekonomicznych i postulatu zbudowania nowych. Krytyce podlega między innymi:
  - stosowanie w modelowaniu założenia ceteris paribus, powodujące całkowite oderwanie modeli od rzeczywistości[11] przez co „Ekonomia dokonuje eutanazji żywego świata”[12] i staje się „dyscypliną aksjomatyczną, systemem dedukcji na podstawie serii postulatów, zamkniętym na weryfikację lub obalenie na gruncie doświadczalnym”[13];
  - możliwości prognozowania ekonomicznego – głównie na fali braku zastosowania mechanizmów, które mogłyby zapobiec kryzysowi gospodarczemu w latach 2007–2008 (w tym prognozy samospełniające się i prognozy samowykluczające) oraz wpływu stosowania modeli ekonometrycznych w polityce;
  - założenie o nieustannej potrzebie wzrostu gospodarczego, rozumianego wyłącznie jako zdolność danego społeczeństwa do produkcji dóbr i usług, bez uwzględnienia ich kosztów w innych obszarach; na gruncie którego, globalna polityka gospodarcza prowadzi do globalnego zadłużenia i wyeksploatowania dóbr naturalnych;
  - koncepcja homo oeconomicus, oraz opartej o niej koncepcji niewidzialnej ręki rynku, która przy obserwowanej dynamice zmian technologicznych według badaczy prowadzi do skrajnych zjawisk społecznych i ekonomicznych opisywanych w nurcie cyberpunku tj.
    - przejęcie realnej władzy nad gospodarką przez korporacje i zanik państwowości;
    - powrót do pierwotnych struktur społecznych, opartych na paradygmacie siły, rozumianej w stechnicyzowanym społeczeństwie jako posiadanie władzy nad technologią, w szczególności sztuczną inteligencją, w której niewolę (dobrowolną lub przymusową) oddana jest reszta społeczeństwa;
    - skrajne rozwarstwienie ekonomiczne i przeniesienie większości aktywności ludzi żyjących w ubóstwie do rzeczywistości wirtualnej „High tech, low life”.
3. Badania traktujące metaekonomię jak element transcendentny wskazują, że krytykowane założenia bądź ich skutki pochodzą z rubieży obszaru badań tradycyjnej ekonomii lub wręcz stanowią obszar badań innych nauk społecznych, w szczególności antropologii, filozofii, cybernetyki społecznej, politologii stąd kłopot w jednoznacznym umiejscowieniu ich w taksonomii dyscyplin naukowych. Cechą charakterystyczną rozważań w tym nurcie jest również przekonanie o braku ścisłego podejścia lub zdefiniowanej metody, która mogłaby prowadzić do rozwiązania zdefiniowanego problemu[14]. Stąd pojawiają się propozycje poszukiwania rozwiązań między innymi poprzez:
  - przywrócenie ekonomii na łono etyki i rozszerzenie światopoglądu dobrobytu o takie wartości jak odpoczynek, środowisko naturalne czy nawet poczucie harmonii, spokój i wdzięczność;
  - przywrócenie godności roli intuicji badacza[15] kosztem determinizmu,
  - wprowadzenie jako kryteriów wyboru modelu ekonomicznych konsensusu co do jego użyteczności dla przyszłości społeczeństwa, w miejsce (pozornej) dokładności w odwzorowaniu rzeczywistości;
  - prowadzenie badań interdyscyplinarnych, w szczególności uwzględniających analizy rewolucyjnych technologii takich jak systemy uczące się czy łańcuch bloków.